# Blå ögon
 (juin 2017).
Si vous disposez d'ouvrages ou d'articles de référence ou si vous connaissez des sites web de qualité traitant du thème abordé ici, merci de compléter l'article en donnant les références utiles à sa vérifiabilité et en les liant à la section « Notes et références ».
Blå ögon (littéralement Yeux bleus) est une série télévisée suédoise en dix épisodes de 58 minutes diffusée entre le 30 novembre 2014 et le 8 février 2015 sur SVT.
Cette série est inédite dans tous les pays francophones.

## Distribution
- Louise Peterhoff : Elin Hammar
- Linus Wahlgren : Max Åhman
- Sven Nordin (sv) : Gunnar Elvestad, justitieminister
- Daniel Larsson : Ludwig Biehlers, stadsrådsberedningens stabschef
- Cecilia Frode (sv) : Rebecka Lundström
- Niklas Hjulström (sv) : statsministern
- Anna Bjelkerud (sv) : Annika Nilsson
- Karin Franz Körlof : Sofia Nilsson
- David Lindström (sv) : Simon Nilsson
- Shvan Aladdin (sv) : Shahryar Rostami
- Evin Ahmad : Jasmine
- Adam Lundgren : Mattias Cedergren
- Erik Johansson (sv) : Gustav Åkerlund
- Christopher Wagelin (sv) : Henrik Granström
- Kjell Wilhelmsen (sv) : Olle Nordlöf, Trygghetspartiet
- Filip Berg (sv) : Kristoffer Palm, ledare för Trygghetspartiets ungdomsförbund
- Malgorzata Pieczynska (sv) : Janina Hansson
- Marie Richardson : Veronika Strömstedt
- Peter Schildt (sv) : Erik Hilte
- Meliz Karlge (sv) : Sarah Farzin
- Kenneth Milldoff (sv) : Ulf Hammar, Elins far
- Mats Blomgren (sv) : Håkan Mattsson
- Jonas Inde (sv) : Hasse
- Jimmy Lindström (sv) : Johan Juhlin

## Épisodes
1. Festen kan börja
2. Tusen nålstick
3. …jord skall du åter varda
4. Flyttfåglar
5. Hälsa hem
6. Mina föräldrars lögner
7. Jordskalvet
8. Svallvågen
9. Kölvattnet
10. En söndag i september